# 和田彦次郎

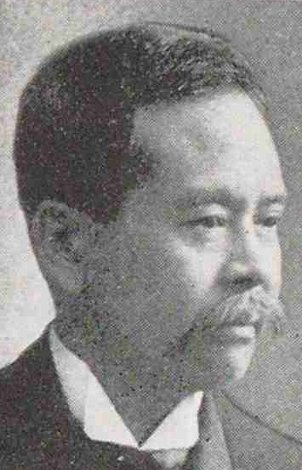
和田彦次郎

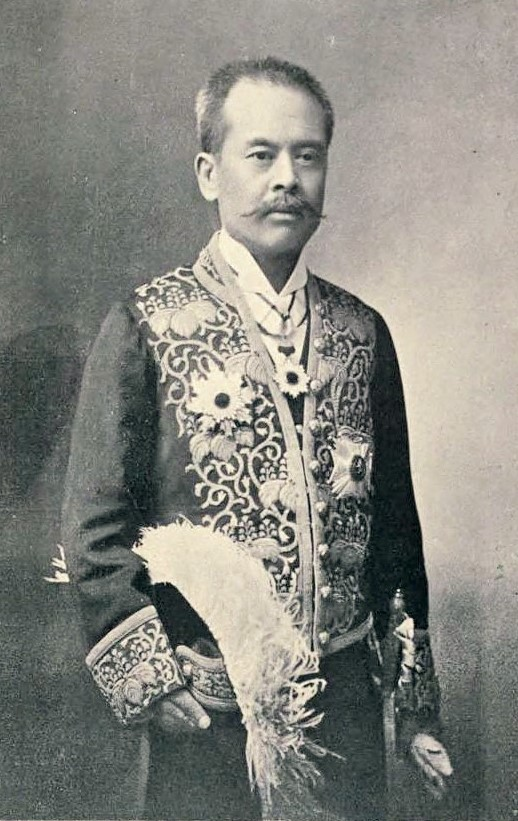
日本大博覧会事務総長

和田 彦次郎（わだ ひこじろう、安政6年6月10日（1859年6月10日） - 昭和14年（1939年）7月12日）は、日本の衆議院議員、農商務官僚、貴族院勅選議員。正三位、勲一等。墓所は永平寺東京別院長谷寺。旧姓・世良。

## 経歴
備後国双三郡三良坂村（現在の広島県三次市）で、世良都平の二男として生まれた。明治3年（1870年）、和田村の豪農・和田良二郎の養子となった。広島の遷喬舎という英語学校で学んだ後、神戸に出て英米人について学んだ。明治13年（1880年）、大阪で中島信行・古沢滋・河津祐之・草間時福らとともに国会期成同盟結成に参加し、『日本立憲政党新聞』の発行にあたった。
明治25年（1892年）、第2回衆議院議員総選挙に国民協会から出馬し、当選。以後、第8回衆議院議員総選挙まで7回連続当選を果たした。明治31年（1898年）、議員在職のまま農商務省農務局長に就任。明治36年（1903年）5月、商工局長に転任。さらに9月に農商務総務長官に昇任した（12月に農商務次官と改称）。明治40年（1907年）に次官を退任した後は、日本大博覧会事務総長、日英博覧会事務官長を歴任した。
明治44年（1911年）8月24日、貴族院議員に勅選。死去するまでその職にあった。また芸備鉄道創設時の社長を務めた。

## 親族
- 妻 壽万 1961年3月15日没 享年92歳
- 長女 黒崎ヒロ（黒崎定三の妻）[3][8]

## 栄典
位階
- 1908年（明治41年）11月10日 - 正四位[9]
- 1938年（昭13年）2月11日 - 正三位[10]

勲章等
- 1906年（明治39年）4月1日 - 勲二等旭日重光章[11]
- 1911年（明治44年）6月19日 - 勲一等瑞宝章[12]
- 1915年（大正4年）11月10日 - 大礼記念章[13]